# Linha de Cintura
A Linha de Cintura, originalmente denominada de Linha de Circumvalação de Lisboa, é uma curta mas importante ferrovia situada em Lisboa, Portugal. Foi inaugurada em 1888 e tem cerca de doze quilómetros num traçado aproximadamente semi-circular, ligando todas as linhas radiais com términus em Lisboa: Cascais, Sul, Sintra/Oeste, Alentejo (no futuro, via TTT), e Norte — para algumas das quais se encontra dotada de concordâncias (em Sete Rios e Xabregas). Cruza também todas as linhas do Metropolitano de Lisboa, tendo ligações de transbordo para quatro estações em três linhas desta rede (e mais uma prevista para a quarta).

## Caraterização

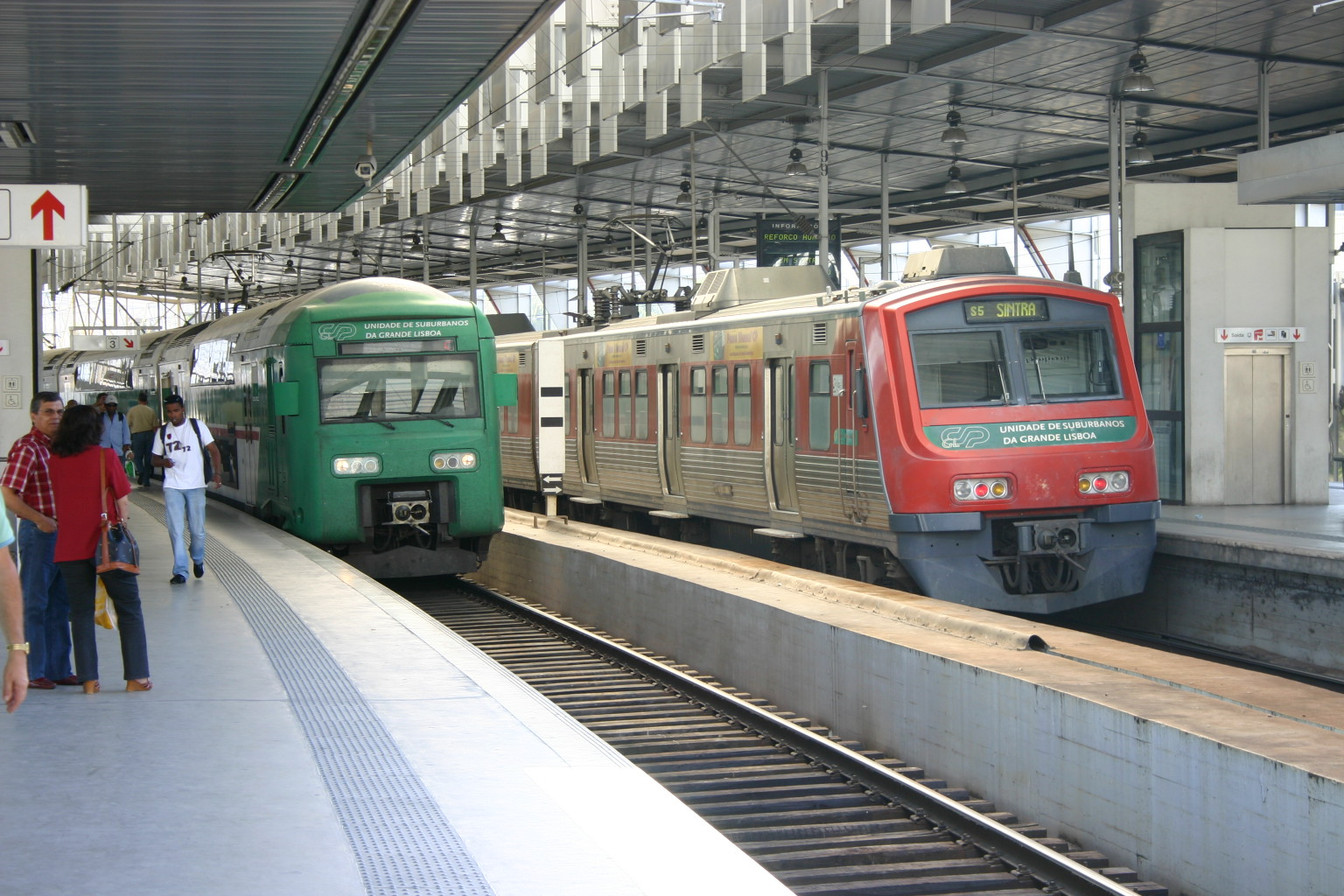
UQE de 2 Pisos e UQE da CP-Lisboa em Entrecampos, na Linha de Cintura.

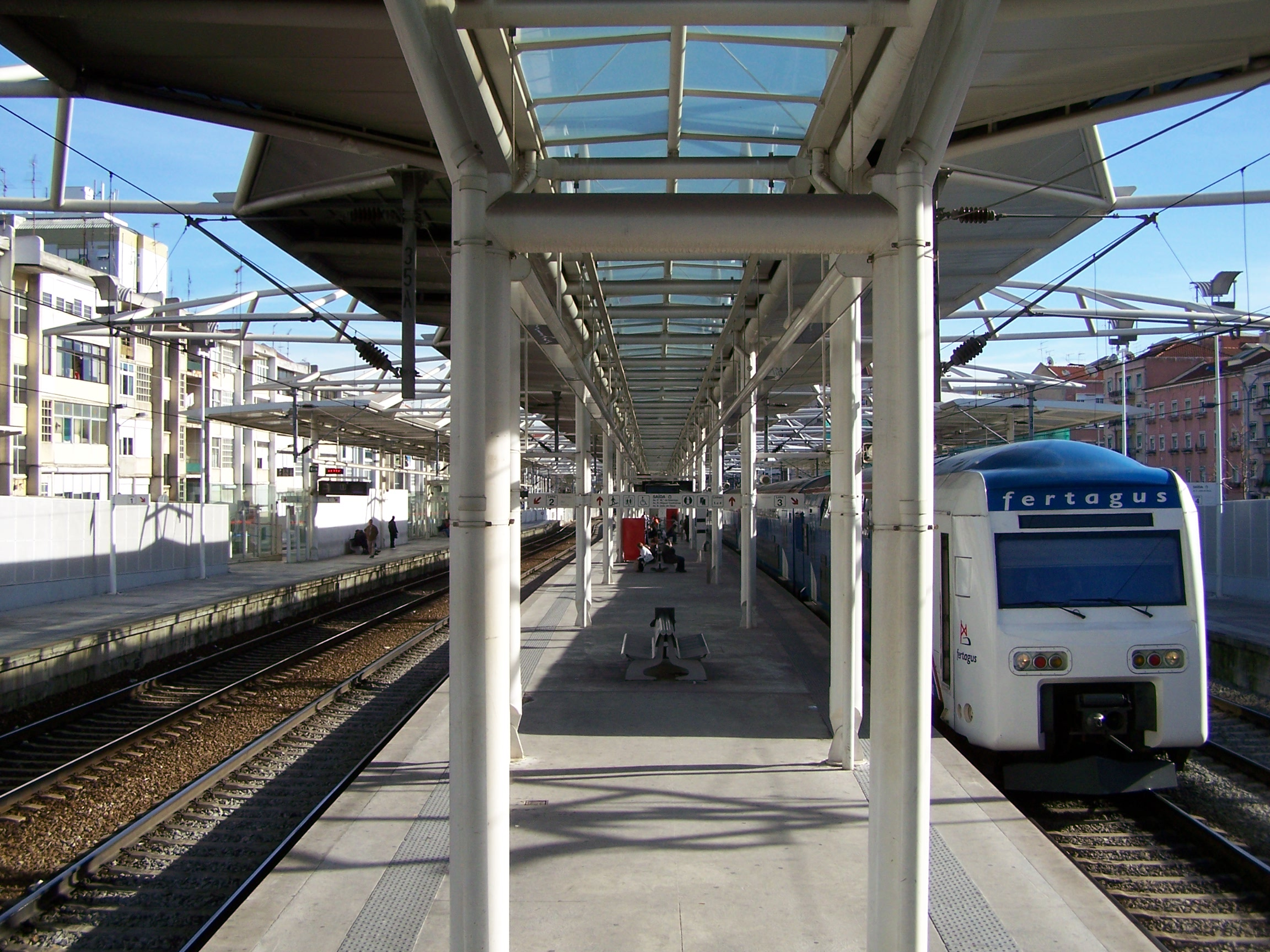
UQE de 2 pisos da Fertagus em Roma-Areeiro, da Linha de Cintura.

Esta linha é maioritariamente em via dupla, sendo quádrupla entre Sete Rios e Roma-Areeiro, e única de Campolide A à Doca de Alcântara. Encontra-se eletrificada em toda a sua extensão, com exceção do segmento terminal entre Alcântara-Terra e a Doca de Alcântara, onde se cruza a Linha de Cascais, que tem um regime de eletrificação diferente.

## História

### Antecedentes
O antecessor da Linha de Cintura foi o sistema Larmanjat, que ligava, na década de 1870, várias localidades ao Lumiar, em Lisboa. Nessa década, iniciou-se o planeamento para a expansão das vias férreas em Lisboa, de forma a trazer o caminho de ferro até à zona Ocidental da cidade, e depois até Cascais e Sintra. Os primeiros planos concentraram-se na continuação da linha já construída até Santa Apolónia, fazendo a linha correr ao longo da margem do Rio Tejo, embora este traçado não tenha chegado a ser feito devido a problemas de ordem técnica, e aos receios em que uma linha férrea deturpasse a estética do conjunto monumental do Terreiro do Paço.
Em Janeiro de 1880, foi apresentado ao Parlamento o teor de um contracto que tinha sido sido celebrado com a Companhia Real dos Caminhos de Ferro Portugueses nesse mês, para a construção de uma linha entre Lisboa e Pombal, seguindo ao longo da costa litoral. A via férrea sairia da estação de Santa Apolónia e seguiria pelo vale de Chelas, dirigindo-se depois à costa Oeste, onde serviria Torres Vedras, Caldas da Rainha, São Martinho do Porto, Marinha Grande, terminando em Pombal, na Linha do Norte. Para a exploração da linha, seria atribuída uma garantia de juro de 6%. Porém, estes planos foram abandonados com a queda do governo, pelo que em 31 de Janeiro de 1882 foi apresentada uma nova proposta ao parlamento para a construção de linhas férreas entre Lisboa e a região Oeste, desta vez a iniciar-se na zona de Alcântara, em Lisboa, terminando em Alfarelos, na Linha do Norte, e na Figueira da Foz, e com ramais para Alfarelos, na Linha do Norte, Sintra, e Merceana. Este projecto foi dividido em duas partes, tendo a construção dos lanços a Sul de Torres Vedras sido aprovada por uma lei de 20 de Maio do mesmo ano, e entregue à casa Henry Burnay & Companhia, enquanto que a segunda metade estava a cargo da Companhia Real.

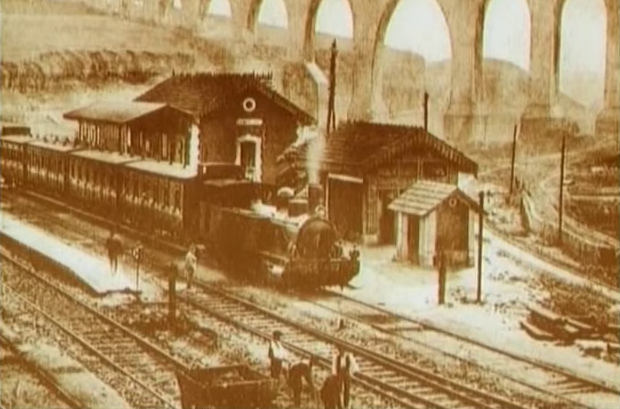
Antiga estação de Campolide.

### Planeamento e construção
Em 1885, a Companhia Real dos Caminhos de Ferro Portugueses adquiriu os direitos de construção e gestão deste caminho de ferro, e abriu à circulação o troço entre Alcântara-Terra e Sintra em 2 de Abril de 1887, e entre o Cacém e Torres Vedras em 21 de Maio do mesmo ano. A via entre Campolide e o Cacém foi duplicada em 1895. O troço entre Campolide e Alcântara-Terra pertencia à Linha do Oeste antes da construção do túnel e estação do Rossio, em 1890; foi designado oficialmente Ramal de Alcântara até pelo menos 1988, antes de ser nominalmente integrado na Linha de Cintura.
Um alvará de 7 de Julho de 1886 concedeu à Companhia Real o direito de construção de uma linha, sem quaisquer apoios do estado, que ligasse a Linha do Leste, em Xabregas, à Linha do Oeste, em Benfica. A construção desta e de outras linhas em Lisboa já tinha sido sugerida por um parecer da Junta Consultiva de Obras Públicas e Minas. Em 9 de Abril de 1887, um alvará autorizou a Companhia Real a construir e explorar a Linha de Cintura de Lisboa enquanto que outro alvará, de 23 de Julho desse ano, autorizou que esta linha fosse feita em via dupla, e que tivesse dois ramais para ligação à programada Estação Central de Lisboa (futura Estação do Rossio), que seria edificada no Terreiro do Duque. Deveriam ser, igualmente, construídas duas concordâncias, uma (de Xabregas) entre Chelas e o Poço do Bispo (Braço de Prata), para fechar a ligação à Linha do Leste, enquanto a outra (mais tarde renomeada de Sete Rios), para a Linha do Oeste, ligaria a Sete Rios a Campolide. A linha entre Benfica e Santa Apolónia foi aberta à exploração em 20 de Maio de 1888, enquanto que ambas as concordâncias só entraram ao serviço em 5 de Setembro de 1891, concluindo desta forma a Linha de Cintura de Lisboa. Na construção da Linha de Cintura, foram utilizadas principalmente pontes de estruturas metálicas, seguindo a tendência verificada nos finais do século.

### Século XX

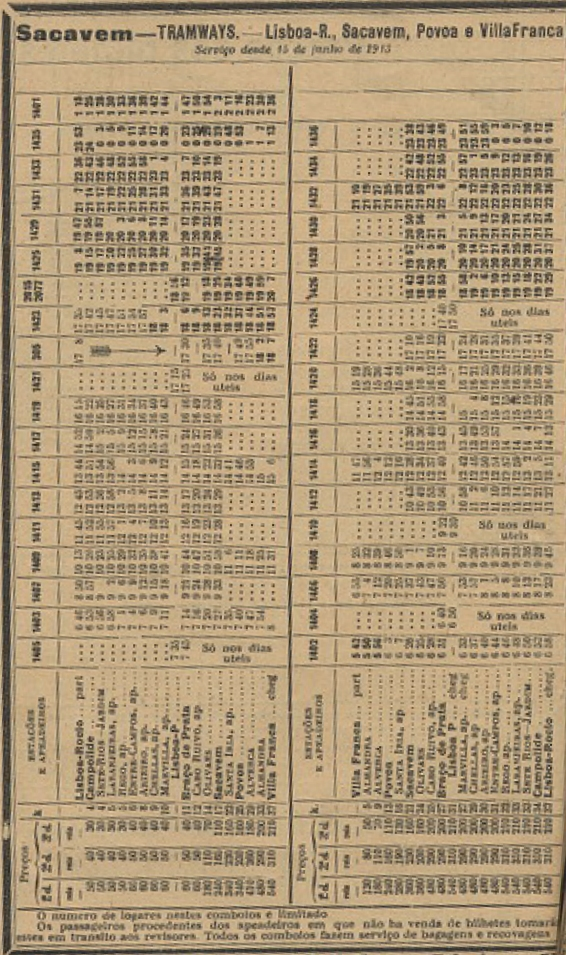
Horário dos comboios suburbanos entre o Rossio e Vila Franca de Xira, em 1913.

#### Década de 1900 e 1910
Em 16 de Maio de 1902, a Gazeta dos Caminhos de Ferro noticiou a existência de um projecto para urbanizar parte da zona do Campo Grande, formando o Bairro da Europa, que deveria ser servido pelos Eléctricos de Lisboa e pelos comboios da Linha de Cintura. Em 16 de Junho desse ano, a Gazeta informou que em Campolide tinha sido construída uma junção transversal, de forma a permitir a ligação directa entre Santa Apolónia e Alcântara-Terra. Em 16 de Julho, a Gazeta reportou que tinha sido concluída a linha dos eléctricos ligando o Campo Grande ao Campo Pequeno, tendo sido assentes as vias dos eléctricos na Passagem de Nível de Entre-Campos, por combinação entre a Companhia Carris de Ferro e a Companhia Real dos Caminhos de Ferro. A primeira concordou em instalar linhas de resguardo com as correspondentes agulhas conjugadas aos aparelhos de sinais à distância, por motivos de segurança, mas não o fez para reduzir os custos, pelo que a Companhia Real proibiu o trânsito de eléctricos pela passagem de nível, obrigando ao transbordo dos passageiros entre os dois lados.
Em Janeiro de 1914, ocorreu uma grande greve dos funcionários da Companhia dos Caminhos de Ferro Portugueses, durante a qual foram feitos vários actos de sabotagem que provocaram descarrilamentos, tendo um destes ocorrido em Chelas.

#### Décadas de 1920 e 1930
Na década de 1920, a Companhia dos Caminhos de Ferro Portugueses iniciou um plano de investimentos, que tinha como objectivo financiar grandes obras na sua rede, incluindo a electrificação das suas linhas suburbanas, e a construção de uma grande estação ferroviária em Lisboa, na zona do Areeiro, obras que no entanto foram muito atrasadas ou não chegaram a avançar, devido à grande crise financeira internacional que se iniciou em 1929. Em 1 de Julho de 1926, a Gazeta dos Caminhos de Ferro noticiou que a Companhia tinha aberto concurso para a electrificação dos lanços do Rossio a Sintra e ao Braço de Prata, prevendo-se que esta obra estaria concluída no prazo de três a quatro anos. Esta intenção de adaptar à tracção eléctrica as linhas suburbanas de Lisboa veio na sequência de um processo semelhante levado a cabo na Linha de Cascais, que apesar de ter inicialmente enfrentado alguns problemas técnicos, trouxe grandes benefícios à exploração da linha. O projecto para a nova estação no Areeiro chegou a ser alvo de um estudo do engenheiro António Vicente Ferreira, que propunha a instalação entre a Avenida Almirante Reis e o Instituto Superior Técnico, e que foi aprovado pela Comissão Especial de Novas Obras em 28 de Outubro de 1931.
A partir de 1930, a Companhia dos Caminhos de Ferro Portugueses iniciou um programa de substituição das pontes metálicas nas suas linhas, incluindo a de Cintura. No relatório de 1931 e 1932 da Direcção Geral de Caminhos de Ferro, a Linha de Cintura surge com o nome de Ramal de Santa Apolónia a Bemfica, sendo constituído pelo lanço entre Xabregas e a Bifurcação de Bemfica, e pelo Ramal de Braço de Prata, totalizando 8,935 Km.

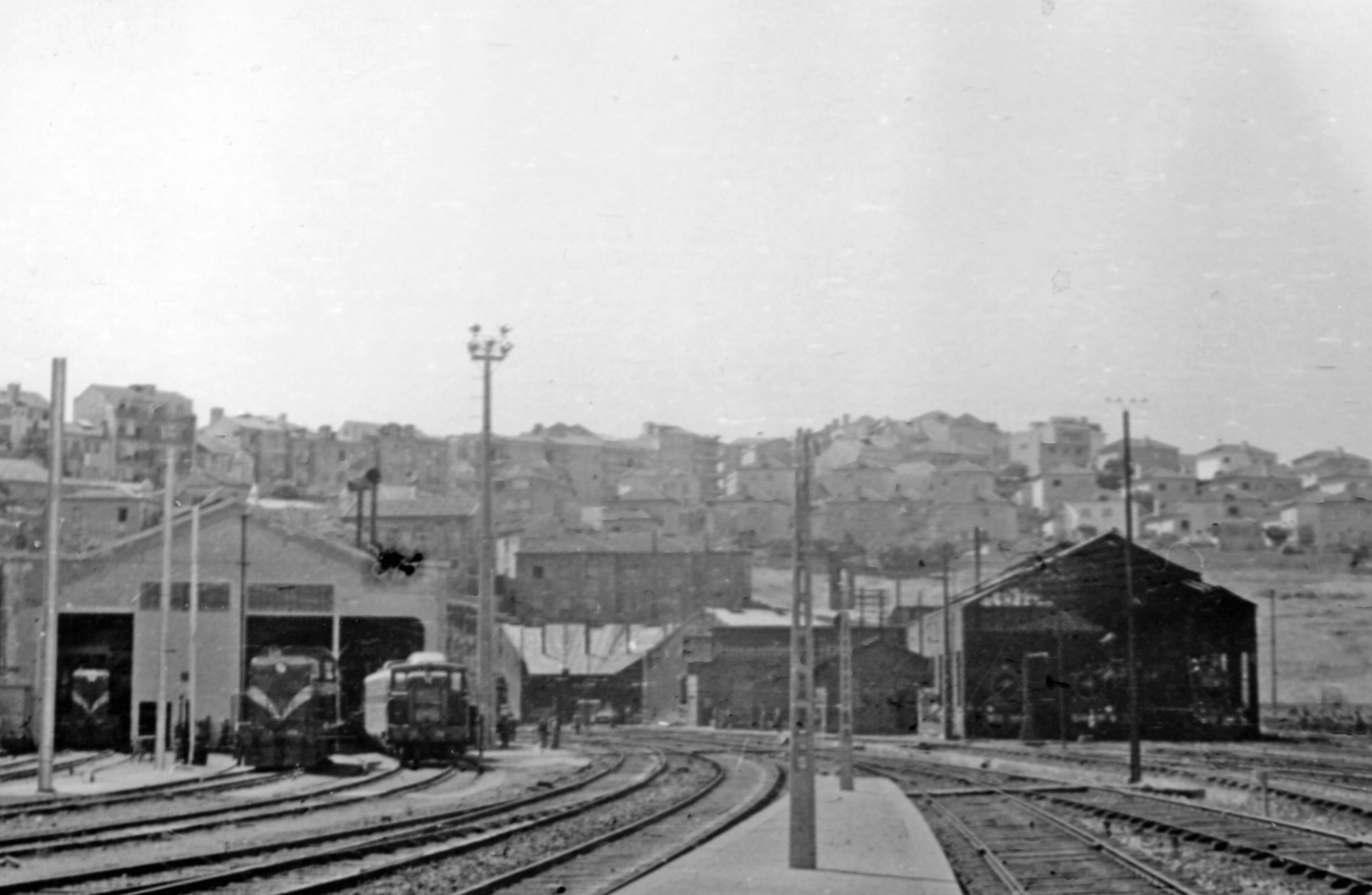
Estação de Campolide, em 1956.

#### Décadas de 1940 a 1960
Em 13 de Julho de 1949, a Câmara Municipal de Lisboa aprovou o projecto para o Viaduto de Entrecampos, que deveria transportar a linha por cima da Avenida da República.
Na década de 1950, a Companhia dos Caminhos de Ferro Portugueses começou um programa de modernização das suas vias férreas, que incluía a adaptação a tracção eléctrica, e a instalação de novos equipamentos de sinalização e controlo de tráfego. A primeira fase deste programa englobava as linhas de Sintra e Cintura, e parte da Linha do Norte. Estes empreendimentos foram entregues ao consórcio Groupement d`Étude et Electrification des Chemins de Fer en Monophasé 50 Hz, composto por várias empresas, incluindo a Alsthom, que foi responsável pela instalação do bloco automático e da automatização das passagens de nível, e dos sistemas de sinalização, do tipo electromecânico Jeumont, na estação do Rego. A circulação na Linha de Cintura foi beneficiada com a abertura à exploração da tracção eléctrica em 28 de Abril de 1957.
O viaduto da Linha de Cintura sobre as Avenidas 5 de Outubro e da República, cujo concurso foi aberto em 1968, foi desde logo planeado para passar de via dupla para via quádrupla, de forma a acolher mais tráfego, se necessário, e devido ao projecto que existia para expandir a estação do Rego.

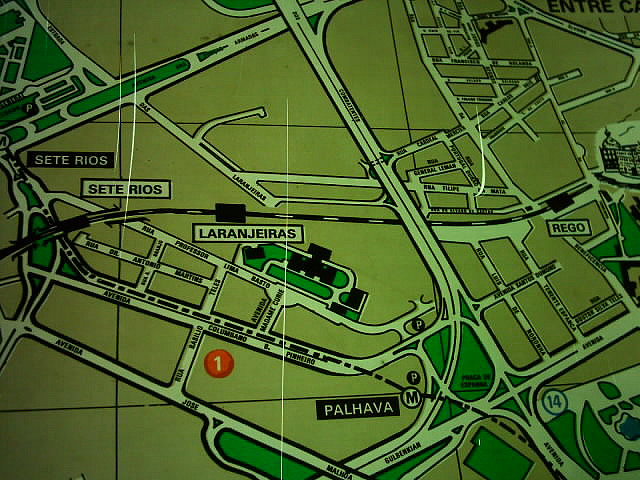
Estação do Rego e Apeadeiro de Laranjeiras, eliminados no séc. XX, situados entre Sete Rios e Entrecampos, na Linha de Cintura.

#### Década de 1990
Na década de 1990, iniciou-se um novo programa de modernização das linhas suburbanas de Lisboa, deste vez sob a égide do Gabinete do Nó Ferroviário de Lisboa, tendo um dos principais projectos sido o do Eixo Ferroviário Norte-Sul, que procurou melhorar as ligações ferroviárias entre as duas margens do Rio Tejo em Lisboa, através da construção de uma linha entre Campolide e Coina utilizando o tabuleiro inferior da Ponte 25 de Abril, e do desenvolvimento das já existentes. Desta forma, planeou-se a quadruplicação dos lanços entre Braço de Prata e a Concordância de Cruz da Pedra, que também seria aplicada no restante ainda não quadruplicado Linha de Sintra e na parte relevante da Linha do Norte. Previa-se que a primeira secção do futuro Eixo Ferroviário Norte-Sul seria entre Chelas e Coina, em termos operacionais, e do Areeiro ao Fogueteiro, para os serviços de passageiros. Também estava programada a construção de novas estações em Chelas e Campolide, e melhorar a interligação com o Metropolitano de Lisboa nestas duas interfaces, junto com Roma-Areeiro, Entrecampos, e Sete Rios. Em 1992, começaram a ser utilizadas novas automotoras quádruplas eléctricas nas linhas de Sintra e de Cintura, e em 1993 entrou ao serviço o sistema CONVEL - Controlo Automático de Velocidade nas linhas de Cintura e de Sintra. Em 1996, já se tinham iniciado várias empreitadas em ambas as margens do Tejo, no âmbito do projecto do Eixo Ferroviário Norte-Sul, destacando-se a estação de Sete Rios e o Viaduto de Campolide.

### Século XXI
Em 2001, iniciaram-se os serviços com comboios de dois pisos entre Alcântara Terra e Vila Franca de Xira. Em 5 de Setembro de 2003, foram abertas à exploração a terceira e quarta vias do troço entre Entrecampos e o Terminal Técnico de Chelas.

## Exploração comercial

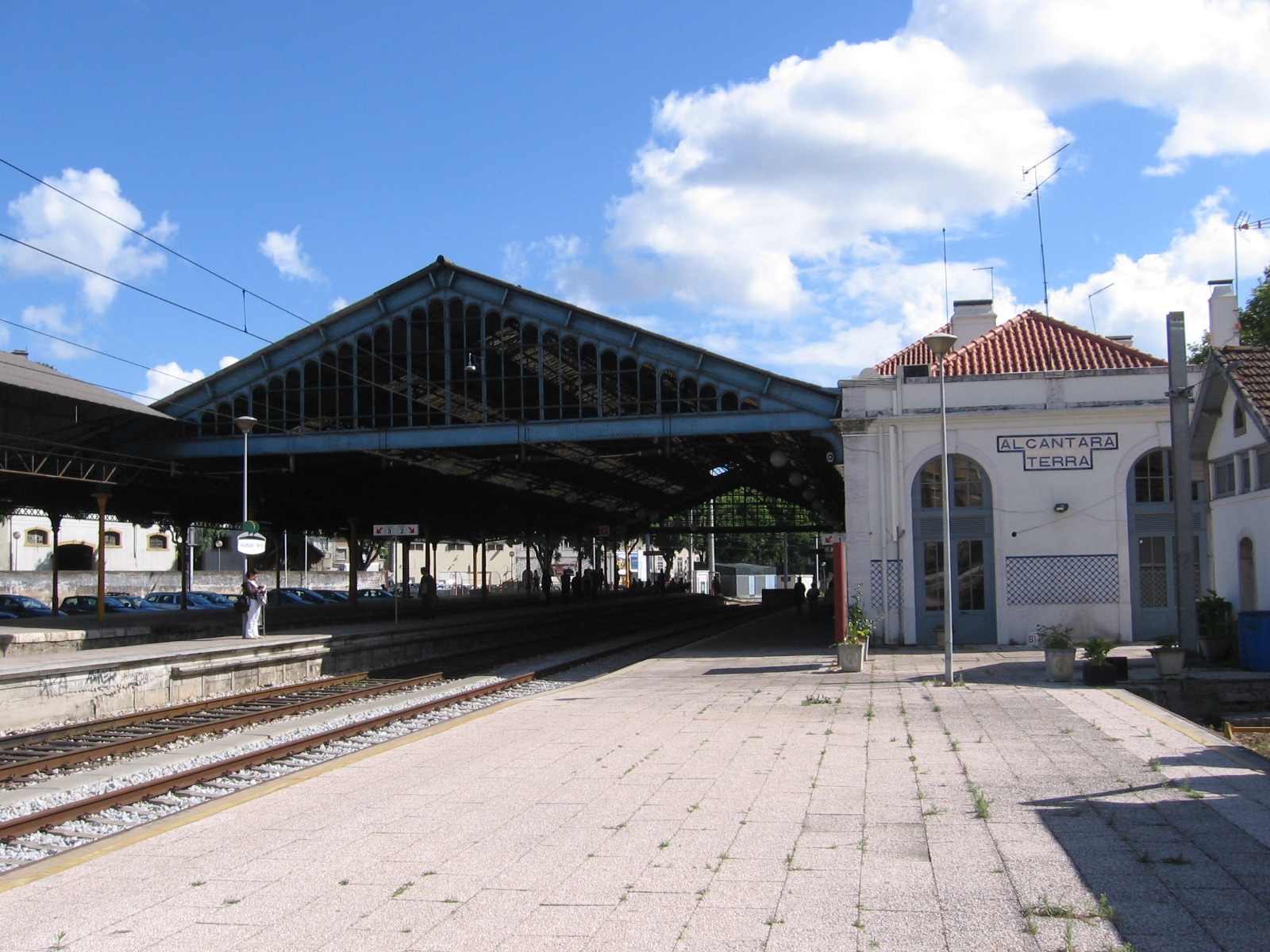
Alcântara-Terra, términus comercial da Linha de Cintura.

Não havendo actualmente exploração comercial da Linha de Cintura enquanto tal (estando mesmo sem serviço de passageiros o troço Alcântara-Terra - Linha de Cascais e a Concordância de Xabregas contando apenas com uma circulação diária), esta é no entanto uma dais mais movimentadas artérias ferroviárias portuguesas, com circulações suburbanas (CP-USGL: famílias de Sintra e Azambuja, e Fertagus), regionais (linhas do Oeste, Norte, e Sul), Alfa Pendular, Intercidades, e de mercadorias.
O apeadeiro de Entrecampos-Poente já foi términus de algumas circulações oriundas das linhas de Sintra e do Oeste (tal como o anterior apeadeiro da 5 de Outubro), mas actualmente estas circulações terminam no Oriente ou em Santa Apolónia. A via que liga este apeadeiro a Entrecampos não faz serviço comercial, servindo porém a manobras frequentes.

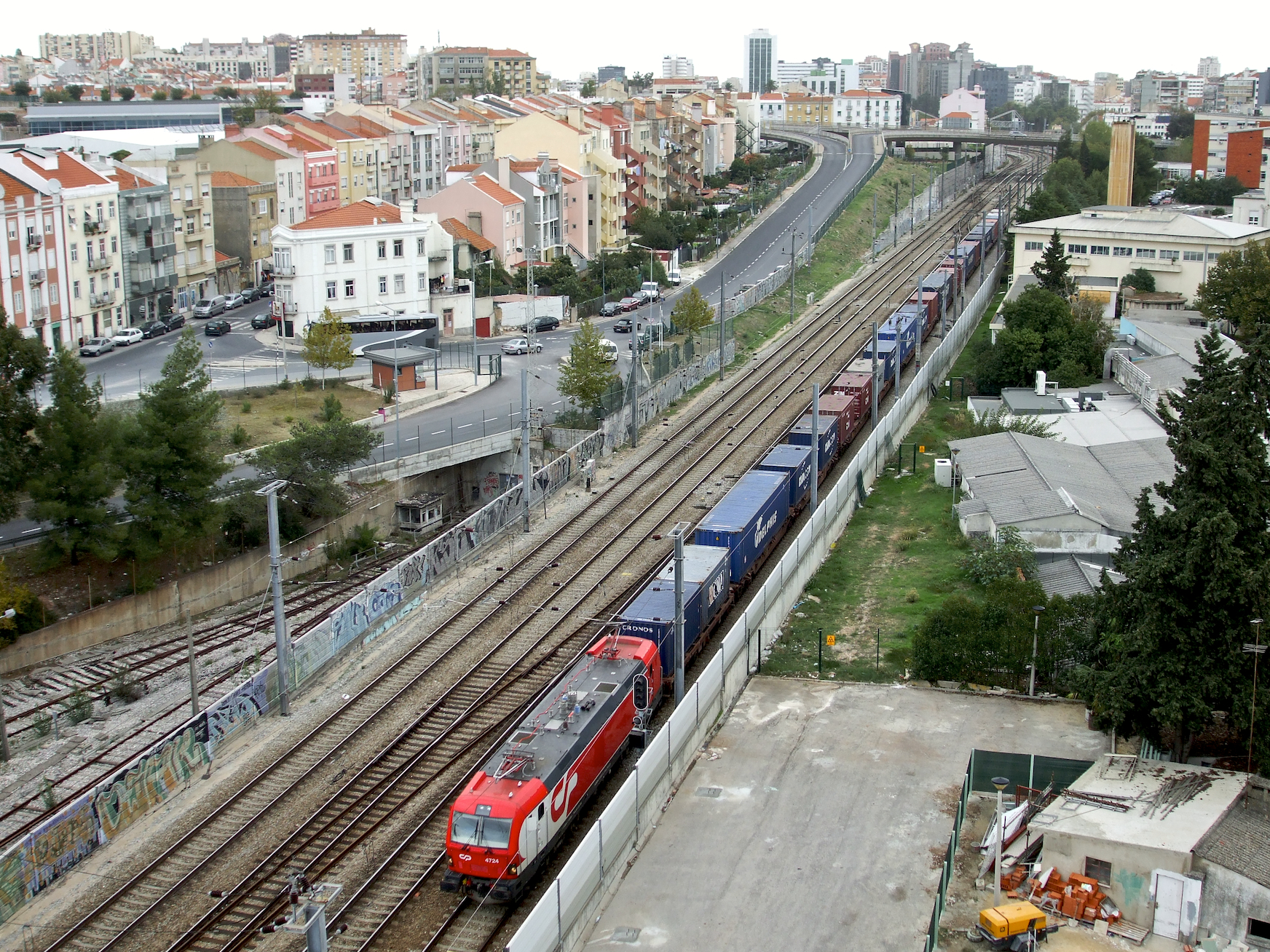
Composição de mercadorias circulando na Linha de Cintura junto ao PN K 4 (Sete Rios); à esquerda, linhas do PMO I do ML, em tempos ligado à Linha de Cintura.

## Ligação ao Metro
Na Linha de Cintura, junto à estação de Sete Rios, situava-se a única ligação (em via algaliada) entre o sistema ferroviário português geral (bitola ibérica) e a rede do Metropolitano de Lisboa (bitola internacional). Com o encerramento do respectivo PMO I (actual terminal rodoviário de Sete Rios) em 2001[carece de fontes?] esta ligação desapareceu, tendo a boca do túnel sido vedada e a agulha levantada.

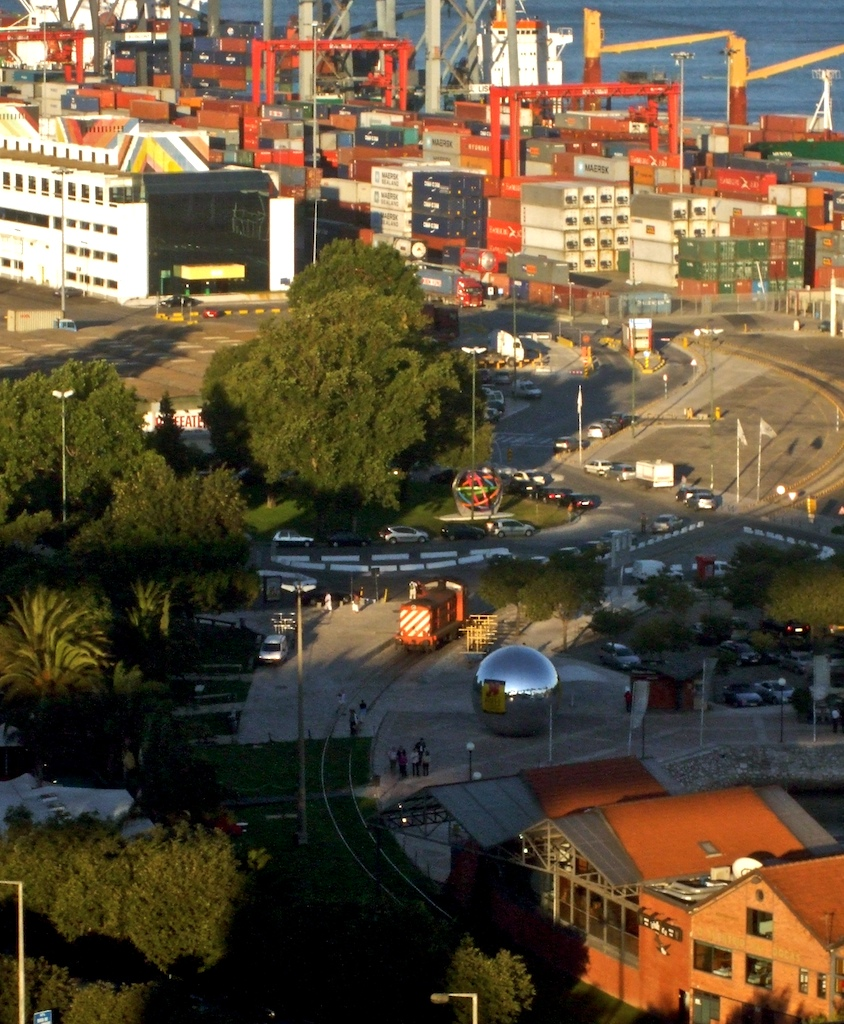
Locomotiva a diesel da série 1400 circulando na Doca de Alcântara do Porto de Lisboa (vista nascente), num ramal associado à Linha de Cintura.

## Ligação de Alcântara
O troço entre Alcântara-Terra e a Doca de Alcântara, com entroncamentos com a Linha de Cascais (permitindo os trajectos Alcântara-Terra ⇄ Belém e Alcântara-Mar ⇄ Doca) não está eletrificado, sendo usado apenas por composições de mercadorias em manobras, puxadas por locomotivas a diesel.
Não há serviço de passageiros, tendo as estações de Alcântara-Terra e Alcântara-Mar estado ligadas por uma passagem elevada, a Passagem Superior de Alcântara, munida de escadas e passadeiras rolantes, construída em 1991 e demolida em 2008.

## Leitura recomendada
- ABRAGÃO, Frederico de Quadros (1956). Caminhos de ferro portugueses – esboço da sua história. Lisboa: Companhia dos Caminhos de Ferro Portugueses
- ANTUNES, J. A. Aranha;  et al. (2010). 1910-2010: o caminho de ferro em Portugal. Lisboa: CP-Comboios de Portugal e REFER - Rede Ferroviária Nacional. 233 páginas. ISBN 978-989-97035-0-6
- CERVEIRA, Augusto; CASTRO, Francisco Almeida e (2006). Material e tracção: os caminhos de ferro portugueses nos anos 1940-70. Col: Para a História do Caminho de Ferro em Portugal. Volume 5. Lisboa: CP-Comboios de Portugal. 270 páginas. ISBN 989-95182-0-4
- VILLAS-BOAS, Alfredo Vieira Peixoto de (2010) [1905]. Caminhos de Ferro Portuguezes. Lisboa e Valladollid: Livraria Clássica Editora e Editorial Maxtor. 583 páginas. ISBN 8497618556
- SALGUEIRO, Ângela (2008). A Companhia Real dos Caminhos de Ferro Portugueses: 1859-1891. Lisboa: Univ. Nova de Lisboa. 145 páginas